# Християни (фільм)
«Християни» (рос. «Христиане») — радянський художній фільм 1987 року, дипломна робота режисера Дмитра Золотухіна, знятий за однойменною повістю Леоніда Андреєва.

## Сюжет
У суді слухається справа про розтрату. Перед початком засідання проходить рутинна процедура опитування свідків на предмет готовності прийняття ними присяги. Несподівано одна з присутніх, Пелагея Караулова, відмовляється це зробити, мотивуючи тим, що вона займається проституцією. Голова суду, священик, прокурор, адвокат, навіть присяжні засідателі, використовуючи різноманітну аргументацію, намагаються переконати Пелагею, проте все це успіху не має. До того ж жінка розповідає про реалії свого існування, у тому числі про блюзнірські розваги в публічному домі. Зрештою суд вирішує надати їй можливість свідчень без присяги.

## У ролях
- Любов Поліщук —  Пелагея Караулова
- Лев Золотухін —  Лев Аркадійович, голова суду
- Юрій Дубровін —  суддя
- Вадим Захарченко —  суддя
- Олександр Дік —  прокурор
- Микола Пастухов —  священик
- Леонід Монастирський —  підсудний чиновник, обвинувачений у розтраті
- Володимир Івашов —  репортер
- Світлана Орлова —  Пустошкіна, повія, свідок у суді
- Тетяна Сурначова —  Кравченко, повія, свідок у суді
- Світлана Рябова —  жінка з дитиною, слухачка в суді
- Тетяна Митрушина —  свідок у суді
- Сергій Тарамаєв —  присяжний засідатель
- Анатолій Обухов —  присяжний засідатель
- Віктор Сергачов —  присяжний засідатель
- Михайло Кононов —  божевільний слухач в суді
- Олексій Ванін —  поліцейський пристав, свідок у суді

## Знімальна група
- Режисер — Дмитро Золотухін
- Сценарист — Павло Лунгін
- Оператор — Лев Рагозін
- Художник — Анатолій Кочуров